# Fort Scott (Kansas)
Fort Scott település az Amerikai Egyesült Államok Kansas államában, Bourbon megyében, melynek megyeszékhelye is. Lakosainak száma 7552 fő (2020. április 1.).

## Népesség
A település népességének változása:

| 2010 | 8 087 |
| 2020 | 7 552 |